# El Tipógrafo
El Tipógrafo es un periódico matutino chileno, de carácter regional, con sede en la ciudad de Rancagua, donde se distribuye diariamente de manera gratuita. El diario es miembro de la Asociación Nacional de la Prensa (ANP).

## Historia

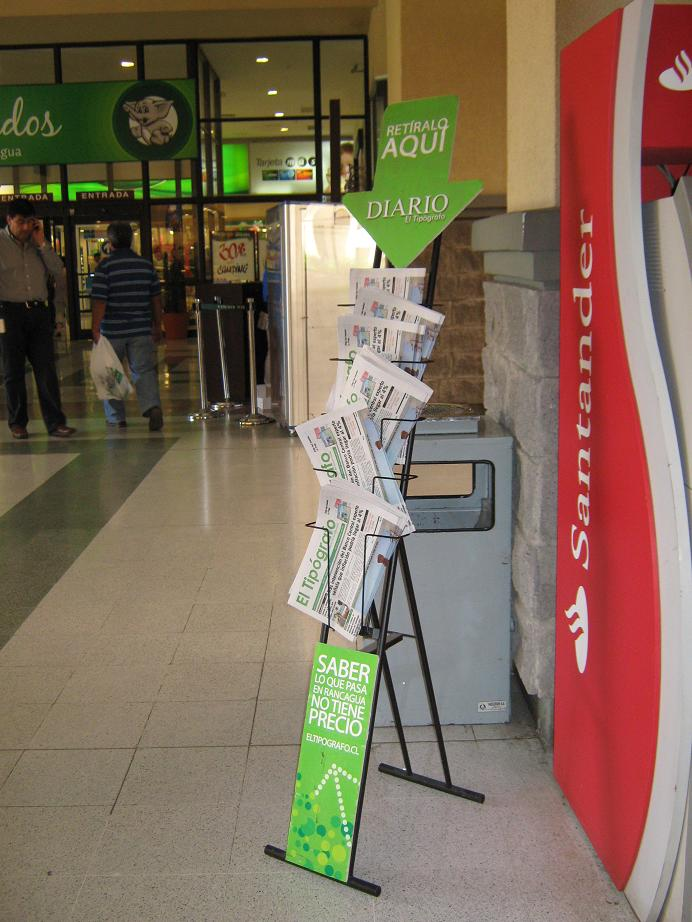
Stand de diarios El Tipógrafo en el Portal Rancagua.

El Tipógrafo nace en el año 2008 como un periódico que brindaba la característica de ser gratuito y contener información de la actualidad rancagüina. El medio era repartido en ese entonces mediante stands y también repartidores que se encargaban de distribuirlo entre los diversos comercios y personas que estaban en el centro de Rancagua. 
El periódico se ha transformado en un medio multiplataforma, y actualmente cuenta con emisión radial en la localidad de Rancagua y San Fernando, como también con un canal de televisión de noticias disponible en operador de cable chileno Mundo.

## Sintonización

### Radio
- Rancagua (98.9 FM)
- San Fernando (97.5 FM)

### Televisión
- Mundo: Canal 789